# Ludwig Heinrich Bojanus
Ludwig Heinrich Bojanus (Bouxwiller, 16 luglio 1776 – Darmstadt, 2 aprile 1827) è stato un medico e naturalista tedesco.

## Biografia
Nato in Alsazia, Bojanus si laureò in medicina all'Università di Jena. Nel 1804 venne nominato professore di medicina veterinaria all'Università di Vilnius, ma effettivamente assunse il ruolo solo nel 1806. Nel 1814 gli venne affidata anche la cattedra di anatomia comparata e nel 1822 fu nominato rettore dell'ateneo.
Bojanus effettuò alcune scoperte in ambito scientifico, fra cui quella più nota fu quella di una ghiandola dei molluschi bivalvi, che da quel momento prese il nome di "organo di Bojanus". Fu anche il primo ad operare una distinzione fra il Bos taurus primigenius e il Bison priscus e a lui si deve un'importante opera in due volumi sull'anatomia delle tartarughe, intitolata Anatome Testudinis Europaeae.
Nel 1814 divenne membro dell'Accademia russa delle scienze, quattro anni più tardi entrò a far parte dell'Accademia Cesarea Leopoldina e nel 1821 divenne membro straniero dell'Accademia reale svedese delle scienze.